# Prambachkirchen
Prambachkirchen là một đô thị ở huyện Eferding bang Oberösterreich in nước Áo. Đô thị này có diện tích 28,8 km², dân số thời điểm ngày 31 tháng 12 năm 2005 là 2815 người.